# Alexander Wichert
Alexander Wichert (* 4. Mai 1975 in Essen; auch Alex Wichert und Aleksandr Voinov) ist ein deutscher Autor, der Fantasy-Romane, Science-Fiction-Romane und Kurzgeschichten schreibt. Der Name Alexander Wichert ist ein Pseudonym.

## Leben
Alexander Wichert begann bereits im Alter von 14 Jahren zu schreiben und seine erste Erzählung wurde bei Bastei-Lübbe im Rahmen der Geisterjäger-John-Sinclair-Lesergeschichten veröffentlicht.
Alexander maturierte und studierte dann zuerst Jura, was er jedoch nach zwei Semestern abbrach. Ein Wechsel zur Universität Duisburg-Essen folgte, wo er einen Magister Artium in Mittelalterlicher Geschichte, Alter Geschichte und Amerikanistik erwarb. Seine akademischen Schwerpunkte lagen dabei in der Kriegs- und Militärgeschichte.
Wesentliche kreative Anstöße erhielt Wichert in dem Schreibworkshop, den die Amerikanistin Elizabeth von Schoff an der Universität hielt. Dort lernte Alexander Wichert andere Autoren kennen und erwarb Kenntnisse in Literatur- und Schreibtheorie, was zu zunehmender Professionalisierung führte. Nach dem Weggang der Dozentin gründete Alex Wichert seine eigene Autorengruppe, das ProjektPhönix, zu deren Mitgliedern unter anderem Tom Liehr, Iris Kammerer, Heike Wolf, Judith Rau, Hans Peter Roentgen und Anja Krebber gehören. Die Autorengruppe tagt virtuell auf einer Mailingliste.
Alex wanderte 2005 nach England aus, wo er mit seinem Partner im London Borough of Bromley lebt. Er war zuerst als Research Assistant bei einer Londoner Marketing Research-Firma tätig, wechselte dann aber im Oktober 2007 zu einem Finanz- und Business-Magazin, wo er als Redakteur arbeitete. Weitere Stellen im Bereich Lektorat und Redaktion im Finanzbereich folgten. In seiner Freizeit betreibt Alex Wichert Florett-Fechten und Taijiquan. 2010 beteiligte er sich an dem von Karla Schmidt herausgegebenen literarischen Experiment Hinterland, einer Anthologie im Wurdack-Verlag, für die 20 Autoren Science-Fiction-Erzählungen nach Musik von David Bowie schrieben.
Seit 2008 schreibt Alexander Wichert nur noch auf Englisch und ist im Britisch-Amerikanischen „Indie-Bereich“ als Autor und seit 2011 auch als Verleger tätig.

## Werke

### Romane
Von Alex Wichert wurden bereits mehrere Romane veröffentlicht, die in der Fantasywelt des „Schwarzen Auges“ beheimatet sind. Jüngst kamen auch zwei Shadowrun-Romane dazu.
- Blakharons Fluch (mit Co-Autor Christian Thon) – 2001 ISBN 3-453-19626-0

Der DSA-Roman erzählt die Geschichte des Inquisitionssoldaten Praiodan von Weißfels, der auszieht, um einem finsteren Hexer das Handwerk zu legen. Die Queste verändert den fanatischen Praiodan so nachhaltig, dass er sich zuletzt dem dunklen Geheimnis in der Familie stellen kann.
- Sand und Blut – 2002 ISBN 3-453-21383-1

Der DSA-Roman handelt von den Intrigen der Oberschicht im dekadenten Stadtstaat Al'Anfa. Auf einer zweiten Handlungsebene wird das Schicksal einer versklavten Gladiatorin behandelt, deren größter Wunsch die Freiheit ist.
- Rabengeflüster (mit Co-Autorinnen Heike Wolf und Anja Jäcke) – 2004 ISBN 3-89064-515-1

Rabengeflüster schließt an Sand und Blut an. Den Intrigen wird mehr Raum gegeben, gleichzeitig tritt eine Rebellenbewegung in Erscheinung, die eine Aktion planen, die das Gesicht der Stadt dauerhaft verändern kann.
- Kettenhund – 2005 ISBN 3-89064-548-8

In diesem Shadowrun-Roman hat der russische Elite-Soldat Mischko alle Hände voll damit zu tun, einen ihm anvertrauten Transport ans Ziel zu bringen, trotz einiger Mitglieder in seinem Team, den Gefahren des russisch-sibirischen Grenzlandes und der Tatsache, dass der Transport selbst illegal ist.
- Fatimas Tränen – 2007 ISBN 3-89064-513-5

In Alex Wicherts zweitem Shadowrun-Roman verschlägt es eine Gruppe Shadowrunner in das Afghanistan des Jahres 2065. Der Roman ist eigenständig, schließt allerdings locker an Kettenhund an.
Alexander Wicherts Geschichten drehen sich um Loyalität, um Krieger und Soldaten, die oft in schier unauflösbare Loyalitätskonflikte geraten (Blakharons Fluch), die Frage, inwieweit Macht korrumpiert (Sand und Blut, Rabengeflüster), oder die Frage, wieweit Loyalität zur Selbstaufgabe führt – oder wie man sich daraus befreit (Kettenhund, Fatimas Tränen).

### Kurzgeschichten
Abgesehen von den Romanen gibt es auch eine ganze Reihe Kurzgeschichten von Alex Wichert.
- Vater aller Dinge – c’t Magazin für Computer und Technik, 05 und 06/2000.

Die Kurzgeschichte handelt vom Überlebenskampf eines Cyborgs, der mit den politischen Entwicklungen nicht Schritt gehalten hat.
- Grüne Augen (Anthologie Deus Ex Machina) – 2003

Hier zeigt Alex Wichert seine Verbundenheit mit dem Cyberpunk – Genre, in dem alles einen Preis und nichts einen Wert hat.
- Ball des Anstoßes (Anthologie Golem & Goethe, hrsg. von Armin Rößler im Wurdack-Verlag) – 2005

In der Geschichte wird ein dystopisches Bild eines Gefängnisses auf dem Mars gezeichnet.